# Éditions Quæ
Les éditions Quæ sont une maison d'édition scientifique et technique issue de la recherche publique française.

## Présentation
INRAE, l'Ifremer et le Cirad ont réuni, le 1er juillet 2006, leurs activités éditoriales en une maison d'édition unique, les éditions Quæ, sous la forme d'un groupement d'intérêt économique.
Les éditions Quæ publient près de 50 nouveautés par an dans les sciences de la vie et de la Terre ainsi que les sciences humaines et sociales.
Quæ est, selon le rapport du médiateur de l'édition publique pour l'année 2012, le premier éditeur public français en chiffre d’affaires dans le secteur scientifique et technique.
À la croisée des sciences et des débats sociétaux, Quæ participe au mouvement de la « science ouverte » en proposant une partie de son catalogue numérique en open access. Un site consacré à ces ouvrages en accès ouvert est en ligne depuis 2019.

## Organisation
Le siège social des éditions Quæ est situé route de Saint-Cyr à Versailles, sur le centre INRAE de Versailles. Les éditions regroupent une vingtaine de personnes réparties sur deux sites (Versailles et Montpellier) et intervenant à toutes les étapes de la chaîne éditoriale, de l’étude du manuscrit à sa promotion.
Les éditions Quae utilisent une chaîne d'édition structurée en xml-TEI et produisent des ePubs accessibles pour les publics empêchés depuis 2023, conformément au décret n° 2023-778.

## Diffusion
Les éditions Quæ éditent des ouvrages, aux formats papier et numérique (pdf et ePub), en français et en anglais. Pour le format papier, leur diffuseur en France est Géodif et leur distributeur la Sodis.
Les éditions Quæ sont membres du Syndicat national de l'édition et adhèrent à France Livre (ex BIEF).